# Saab 9-3
Der Saab 9-3 ist ein frontgetriebenes vier- bis fünfsitziges Pkw-Modell des ehemaligen schwedischen Herstellers Saab, das von 1998 bis 2014 in drei Generationen produziert wurde. Die erste Generation des 9-3 löste die letzte Baureihe des Saab 900 ab. Im Dezember 2011 wurde die Produktion des 9³ aufgrund der Insolvenz von Saab eingestellt. Zwischen Herbst 2013 und Mitte 2014 wurde die Produktion noch einmal fortgesetzt.

## 9-3 I (Typ YS3D, 1998–2003)
| Sterne im Euro-NCAP-Crashtest |

Der erste 9-3 war das direkte Nachfolgemodell des Saab 900 II. Er sah ähnlich aus wie der Saab 900, hatte aber einen neuen Kühlergrill in Form eines Flügels und die hinteren Nummernschilder waren zwischen den Scheinwerfern nach oben gerückt. Neu war der Dieselmotor, der erste in einem Saab. Am 6. Januar 1998 wurde der 9-3 erstmals auf der Detroit Motor Show vorgestellt, zeitgleich mit der Markteinführung des Saab 9-5 in den USA.
Aufgrund der zahlreichen Änderungen (je nach Quelle und Zählweise 450 bis 1100) hauptsächlich an der Mechanik, wenn auch nicht so sehr am Aussehen, kann der Modellwechsel nicht als „Facelift“ im eigentlichen Sinne angesehen werden. Die von Einar Hareide entworfene Karosserie des 900 Serie 2 wurde für den 9-3 weitgehend übernommen. Um die Crashsicherheit auf dem neuesten Stand zu halten, gab es nun auch serienmäßige Seitenairbags, die in die neuen Sitze integriert waren. Die aktive Kopfstütze SAHR – Saab Active Head Restraint –, die im Saab 9-5 eine Weltneuheit war, wurde im Saab 9-3 SE eingeführt.
Der erste Saab 9-3 war als Fünftürer mit Schrägheck, als dreitüriges Kombicoupé und als Cabriolet erhältlich. Das Cabrio hatte ein neues, elektrisch-hydraulisches Verdeck. Die Black-Panel-Funktion blieb erhalten, hieß jetzt aber Night-Panel. Der Strömungswiderstandskoeffizient (cw) betrug 0,34; für das Modell Viggen allerdings durch Frontspoiler und verbesserten Unterbodenluftfluss 0,31. Die Anbauteile sind auch als Aerodynamikkit erhältlich. Ab dem Modelljahr 1999 bot Saab zudem erstmals einen von Steyr-Puch entwickelten und von Opel in Kaiserslautern produzierten Dieselmotor mit 2,2 l Hubraum, einer VP44-Einspritzpumpe von Bosch und zwei Ausgleichswellen mit 85 kW Leistung, ab Modelljahr 2001 mit 92 kW, an.

### Produktionszahlen
Nach Produktionsauslauf der Limousine in Trollhättan im Sommer 2002 wurde die Fertigung nach Nystad/Finnland verlagert. Dort endete die Herstellung der ersten 9-3-Serie am 25. April 2003. Von den 7.789 in Finnland gebauten Limousinen waren über 6.000 vom Typ Viggen. Andere Quellen geben die Gesamtzahl aller Ausführungen des Modells Viggen (Limousine, Coupé und Cabriolet) mit 4.474 Stück oder mit 4.574 Stück an. Vom 9-3 I wurden 326.370 Exemplare hergestellt.

### Viggen
Der Saab 9-3 Viggen debütierte im März 1999 auf der New York International Auto Show und wurde anschließend im Mai 1999 bei einer Pressevorstellung in Monaco präsentiert. Der Motor leistete dank eines modifizierten Turboladers 225 PS und entwickelte zwischen 2.500 und 4.000 Umdrehungen pro Minute ein Drehmoment von 342 Nm. Die Beschleunigung von 0 auf 100 km/h betrug 6,8 Sekunden, die Höchstgeschwindigkeit 250 km/h. Die Überholbeschleunigung von 80 auf 120 km/h im fünften Gang betrug 8,5 Sekunden. Er war als Coupé, Fünftürer und Cabriolet in den Farben Lightning Blue erhältlich, konnte aber auch in Monte-Carlo-Gelb, Silber und Schwarz bestellt werden.

### Aero
Wenige Monate später, im September 1999, wurde der 9-3 Aero vorgestellt. Er verfügte über einen neuen 2,0-Liter-Turbomotor mit einer Nennleistung von 151 kW (205 PS) und einem maximalen Drehmoment von 280 Nm bei 2200/min. Er hatte ein Sportfahrwerk und einen Heckspoiler, belüftete Scheibenbremsen vorne und 16-Zoll-Leichtmetallfelgen. Innen gab es lederbezogene Sportsitze. Der Saab 9-3 Aero war in allen drei Karosserievarianten erhältlich. Die neuen Turbomotoren, einer mit 185 PS und einer mit 205 PS, hatten neue Nockenwellen und Kolben, Doppelkatalysatoren und die neueste Version des elektronischen Motormanagementsystems Trionic 7.

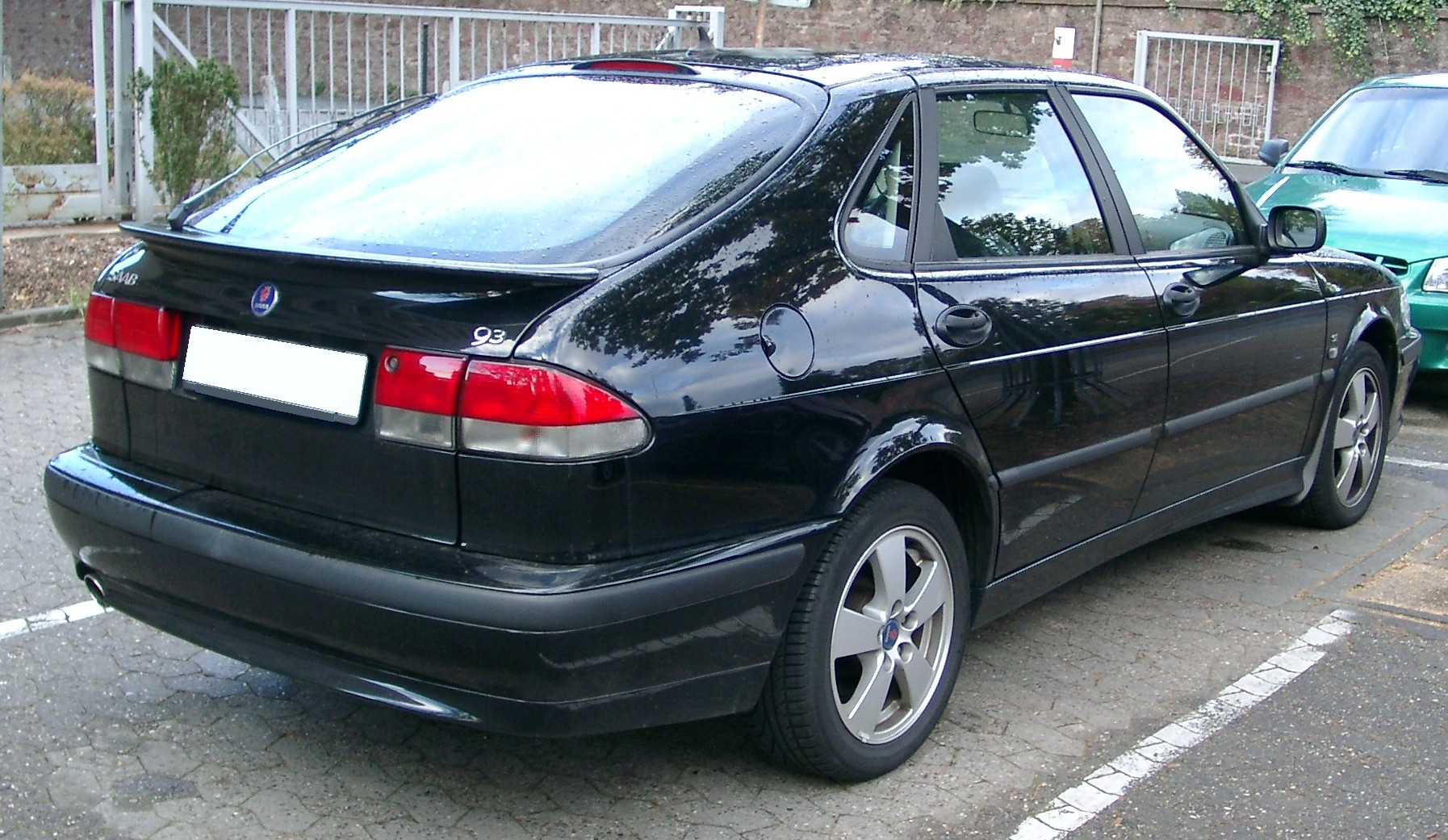
Heckansicht
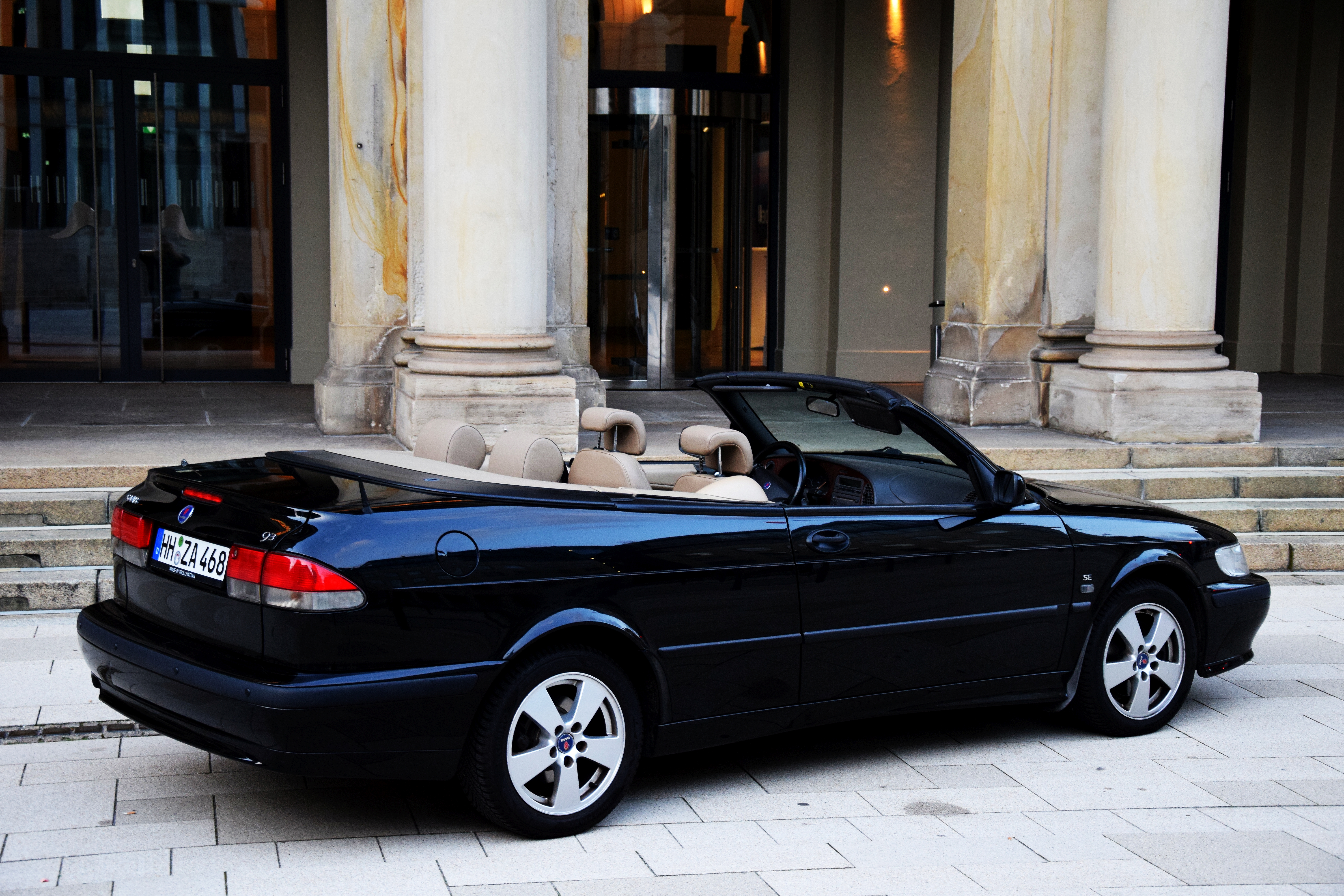
Saab 9-3 Cabrio (1998–2003)

## 9-3 II / III (Typ YS3F, 2002–2011)
| Sterne im Euro-NCAP-Crashtest |

Schon vor dem Produktionsende des Vorgängers folgte im September 2002 das neue Modell, das auf der GM-Epsilon-Plattform basiert.
Im Gegensatz zum 900 von 1993 und dem 9-3 von 1998 wurde der neue 9-3 nicht mehr mit Schrägheck, sondern als Stufenhecklimousine gebaut. Das sollte zu der Zeit nach Marktforschungsergebnissen die ansprechendste Form mit den höchsten Verkaufszahlen sein. Der cw-Wert beträgt 0,28. Das Cabrio folgte im August 2003. Entgegen der weit verbreiteten Meinung, der Saab 9-3 II sei nur ein modifizierter Opel Vectra C, stammen lediglich 30 Prozent aller Teile an diesem Fahrzeug von GM. Die restlichen 70 Prozent entwickelte Saab. Dies war auch der Grund, warum GM keine Lizenzrechte an diesem Wagen hatte (anders als beim Saab 9-5II und Saab 9-4X).
Ab März 2005 wurde der 9-3 als Kombi angeboten (cw-Wert 0,33; mit allerdings größerer Stirnfläche als der Saab 9-3 I hatte). Er bedient als sogenannter Sport- oder Lifestylekombi dieselbe Zielgruppe wie die Kombis der Mittelklasse zum Beispiel von BMW, Audi und Mercedes-Benz, das heißt, der Hersteller stellte fahrerische oder stilistische Aspekte unter dem Begriff „Sport“ vor die reinen Transportqualitäten. In dieser (durch die Bezeichnung SportCombi unterstrichenen) Ausrichtung folgt der 9-3 Kombi seinem größeren Schwestermodell, dem Saab 9-5 Kombi. Entsprechend sank das Kofferraumvolumen von 494 l beim 9-3 I auf 425 l (Limousine) bzw. 419 l (Kombi).
Bei den Dieselmotoren gab es bis 2004 nur eine leicht überarbeitete Version des 2,2-l-Motors aus dem Vorgängermodell. Ab 2004 gibt es die in einer Kooperation zwischen GM und Fiat entwickelten 1,9-l-Dieselmotoren mit 110 kW (16 Ventile) sowie 88 kW (8 Ventile). Diese sind nun serienmäßig mit einem wartungsfreien Partikelfilter ausgerüstet und erfüllen die Euro-4-Norm. Da diese Motoren auch in fast allen Opel-, Alfa- und Fiat-Modellen Verwendung fanden, war eine Ersatzteilbeschaffung meist einfach und kostengünstig. Wie bei allen modernen Dieselmotoren sind defekte Drallklappen und das AGR-Ventil (Abgasrückführung) die häufigste Fehlerquelle. Auch waren alle 1.9-TiD-Modelle mit 6-Gang-Handschaltung oder einer 6-Stufen-Automatik erhältlich. Von 2006 bis 2009 wurde von Saab auch der Cadillac BLS gefertigt, welcher in technischer Hinsicht mit dem 9-3 II nahezu gleich war und gemeinsam mit Cadillac entwickelt wurde.
Der Saab 9-3 II verfügte außerdem über eine hohe Unfallsicherheit und erreichte im Jahr 2002 beim Crashtest 5 von 5 Sternen.
Serienmäßig gab es:
- Fahrer- und Beifahrerairbags
- Seitenairbags
- Kopfairbags (durchgehend bis in den Fond)
- Antiblockiersystem (ABS)
- Elektronisches Stabilitätsprogramm (ESP)
- Antriebsschlupfregelung
- Kurvenbremskontrolle
- Mechanische Bremskraftverstärker
- elektronischer Bremsassistent
- Aktivkopfstützen der 2. Generation vorne
- Dreipunktautomatikgurte auf allen fünf Sitzplätzen
- ComSense (Verzögert Meldungen des Bordcomputers bei Gefahrsituationen)

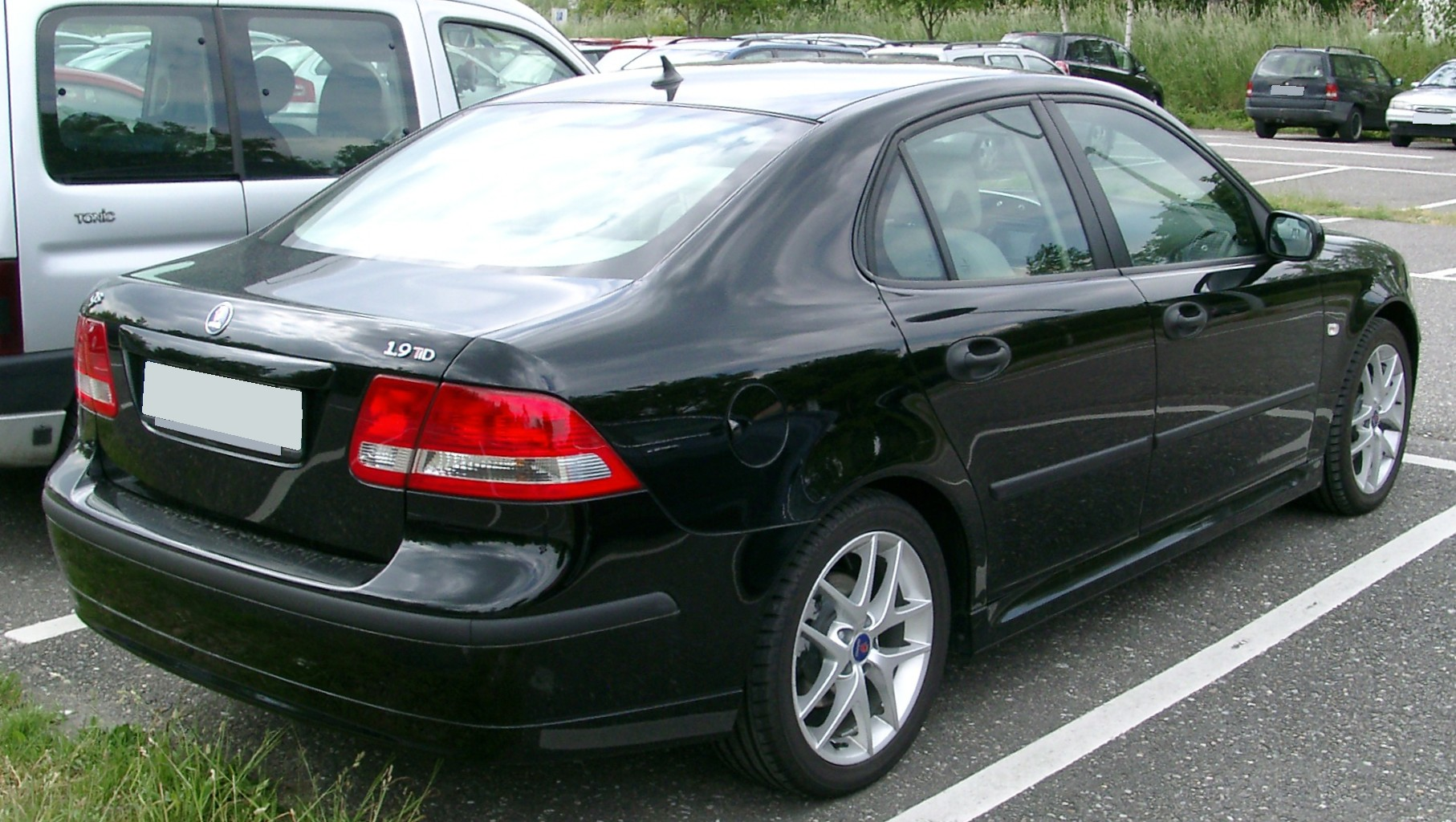
Heckansicht
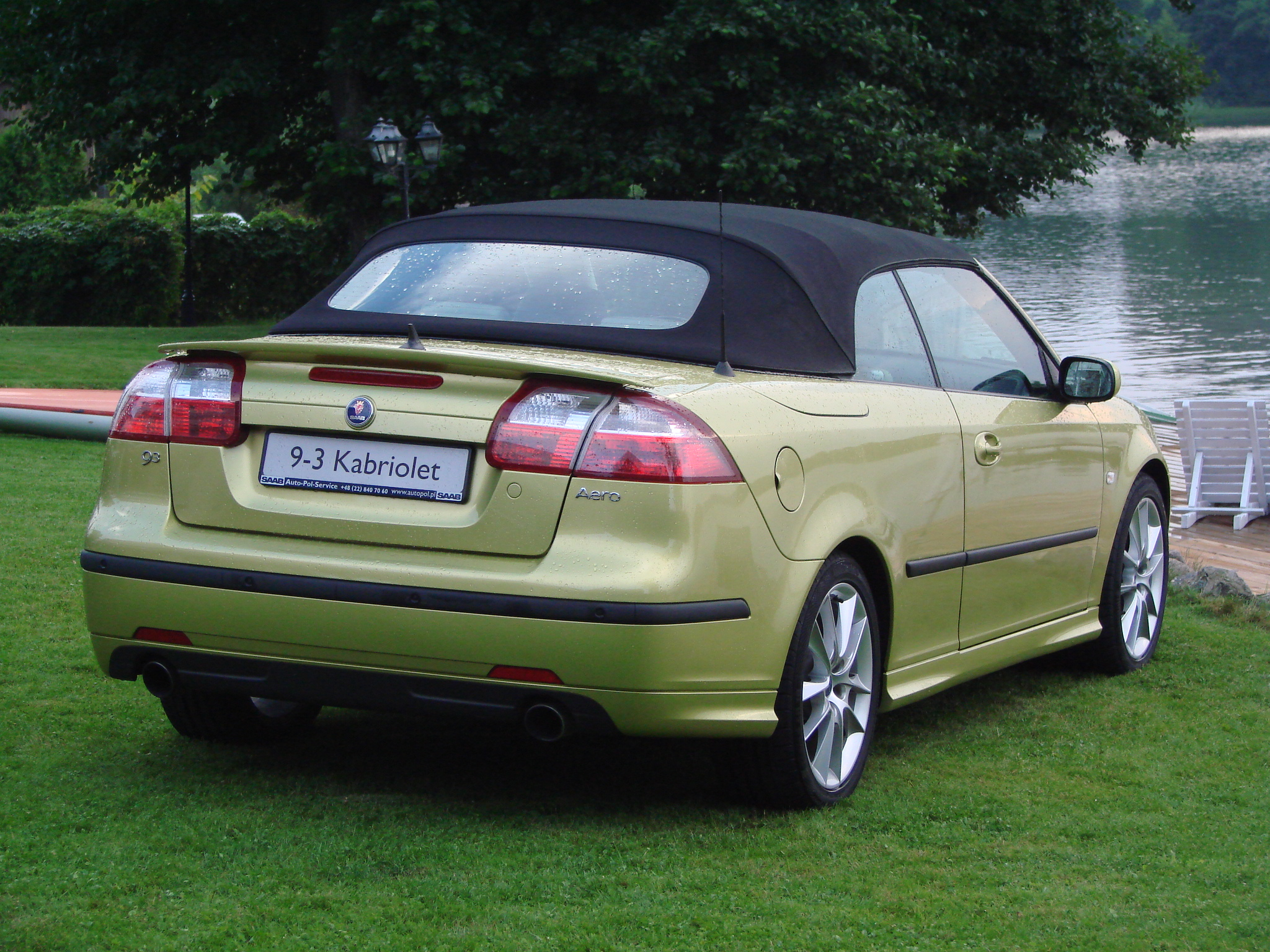
Saab 9-3 Cabriolet (2003–2007)
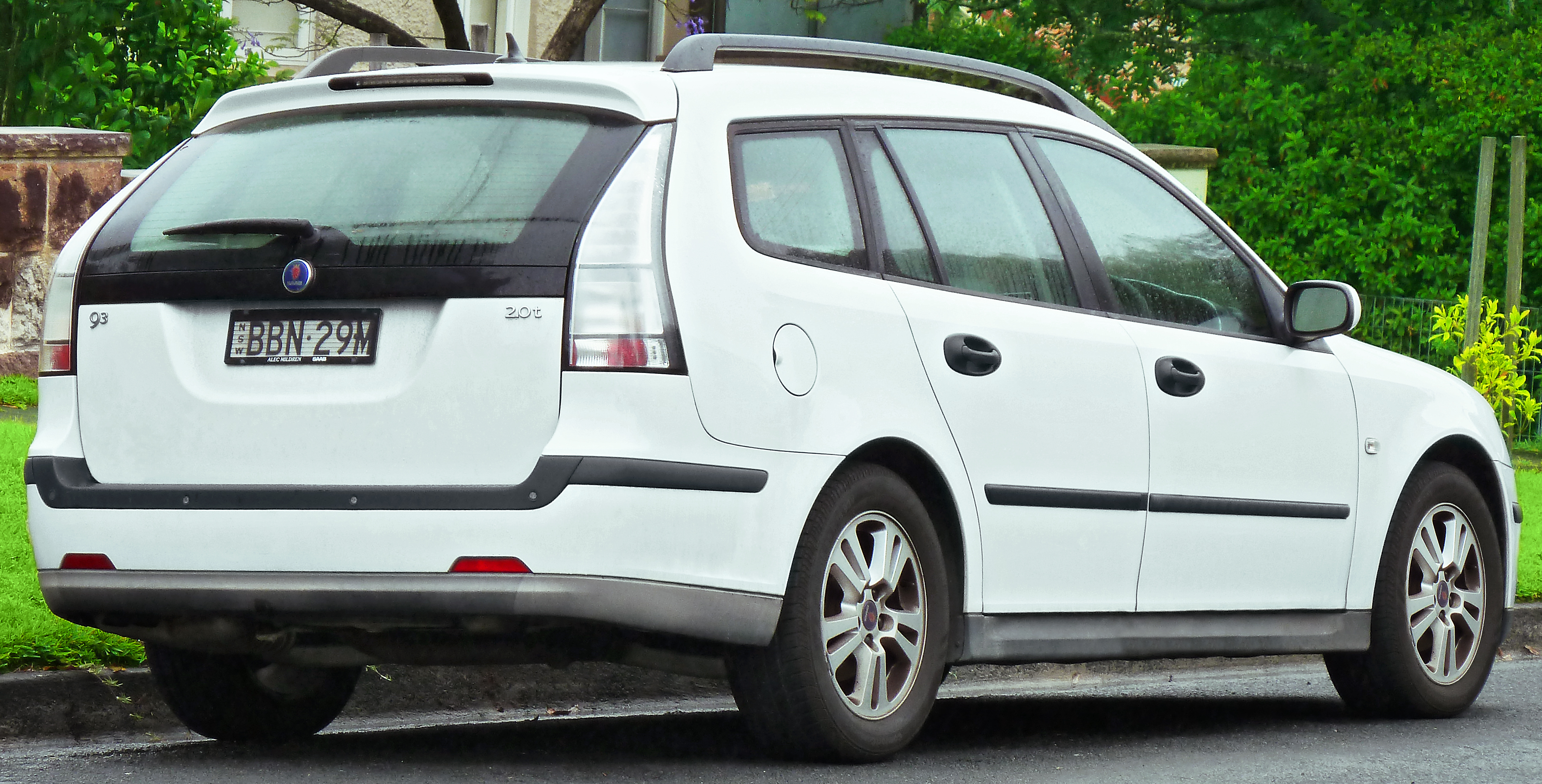
Saab 9-3 SportCombi (2005–2007)

Im Februar 2005 stellte Saab auf dem Genfer Autosalon den "9-3 Sport Combi" vor. Die neue Karosserievariante kam anschließend ab September (als MY 2006) auf den Markt. Optisch orientiert sich das Modell stark an der 9-3 Sport Limousine. Mit dem Erscheinen des 9-3 SportCombi wurde der Innenraum aller Varianten leicht überarbeitet und bot nun ein neues Navigationssystem, eine andere Klimatisierungssteuerung und leichte Designänderungen im Tachobereich.

### Modellpflege
Im Herbst 2007 (für das Modelljahr 2008) wurde die Frontgestaltung an den nur in den USA verkauften Saab 9-2X angelehnt. Saab sprach von über 2000 überarbeiteten Teilen und einer zu 70 Prozent veränderten Außengestaltung. In deutschsprachigen Saab-Foren wird der Saab 9-3 ab MY 08 daher wegen des größeren Facelift und der neuen Motoren oft als Version "III" bezeichnet. International ist dies nicht üblich und kann zu Verwechslungen zur offiziell 3. Serie des 9-3 ab Herbst 2013 führen.
Zur Motorenpalette kamen zwei BioPower-Motoren mit Turboaufladung für alle Modellvarianten – ein 1.8t mit 129 kW (175 PS) und ein 2.0t mit 147 kW (200 PS) (je 18 kW mehr als beim Betrieb mit Superbenzin). Als neuer Dieselmotor wurde ein 1.9 TTiD mit Biturbo, 132 kW (180 PS) und 400 Nm (370 Nm mit Automatikgetriebe) eingeführt.
Ab 2008 war der 9-3 auch mit Allradantrieb erhältlich (Markenname XWD, eine Haldex-Kupplung der vierten Generation mit elektronisch-hydraulischer Steuerung auch des hinteren Differentialgetriebes). Als erstes allradgetriebenes Modell wurde das limitierte Sondermodell Turbo X mit 206 kW (280 PS) Ende 2007 vorgestellt. Hintergrund zur Auflage dieses Sondermodells war das 30. Jubiläum des Turboladers, der bei Saab 1978 mit dem 99 Turbo erstmals in Serie ging. Im Innenraum findet sich eine farbige Ladedruckanzeige wie im 99 Turbo. Der normale 9-3 hat diese in Weiß. Dieses Fahrzeug war auf weltweit 2000 Einheiten limitiert.
Im Frühjahr 2009 wurde ein weiteres, auf dem Kombi basierendes Modell mit SUV-Optik (höher gelegt, schwarze Kunststoffverkleidung) vorgestellt, das ab Herbst 2009 als 9-3X verkauft wurde. 2009 baute Saab Ana (AB Nyköpings Automobilfabrik) in Trollhättan einen Saab 9-3-Kombi zum Leichenwagen um, der beim Begräbnis des langjährigen Saab-Finanzinvestors und Saab-Enthusiasten Peter Wallenberg 2015 medienwirksam zum Einsatz kam. Zu diesem Zeitpunkt war geplant gewesen, die Herstellung von Bestattungswagen bei Saab Ana in Serie zu realisieren.

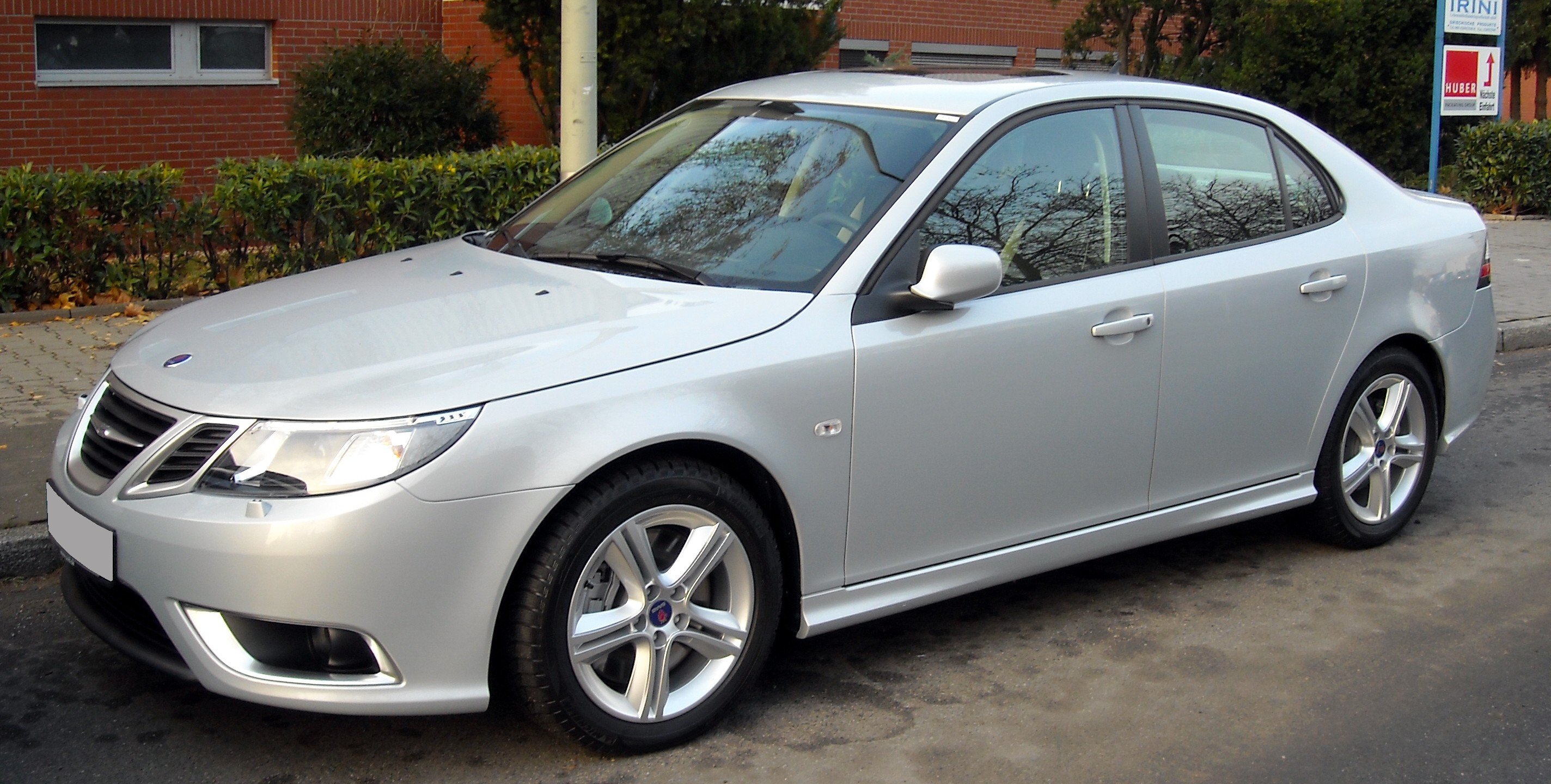
Saab 9-3 Limousine (2007–2011)
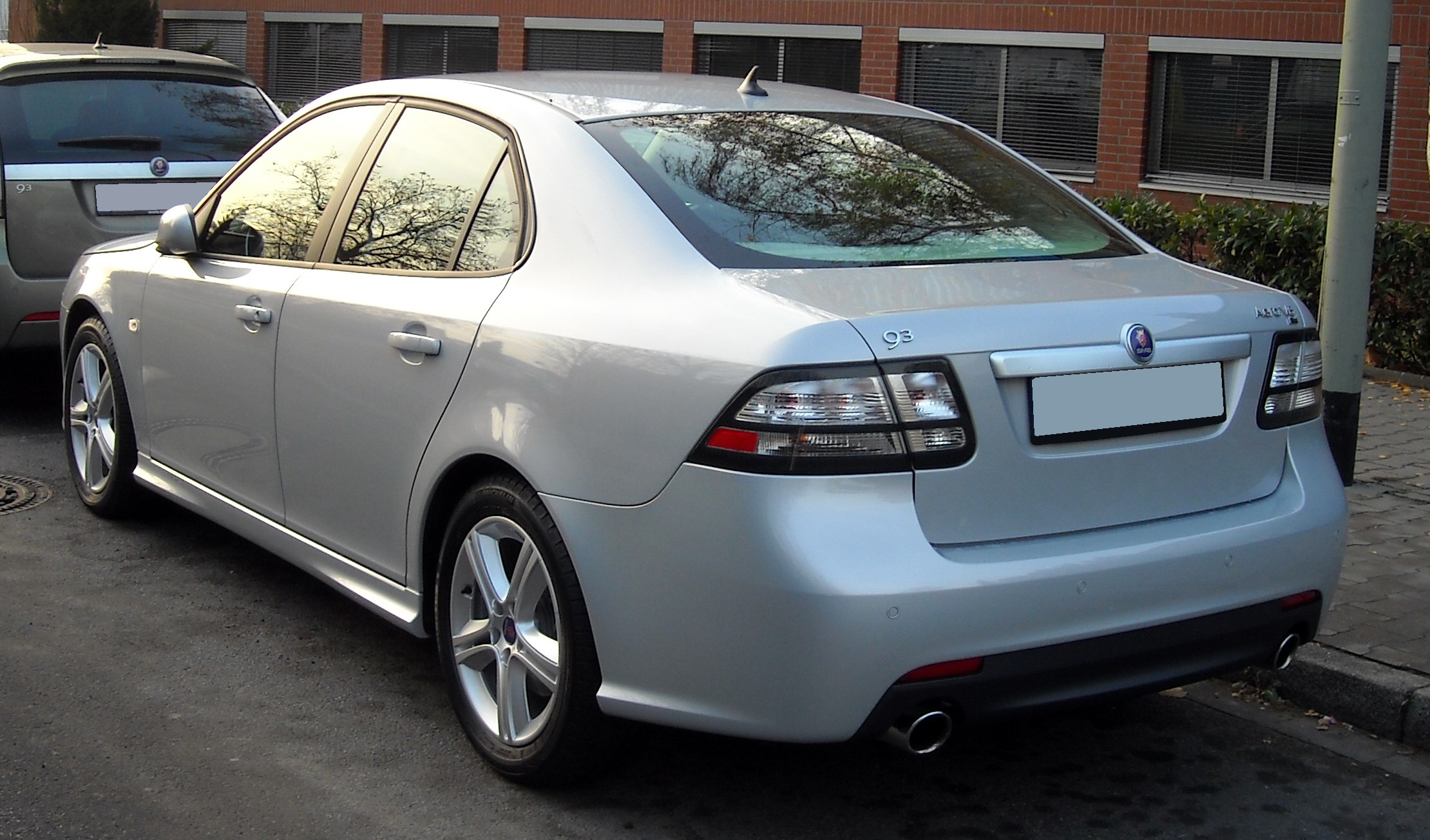
Heckansicht
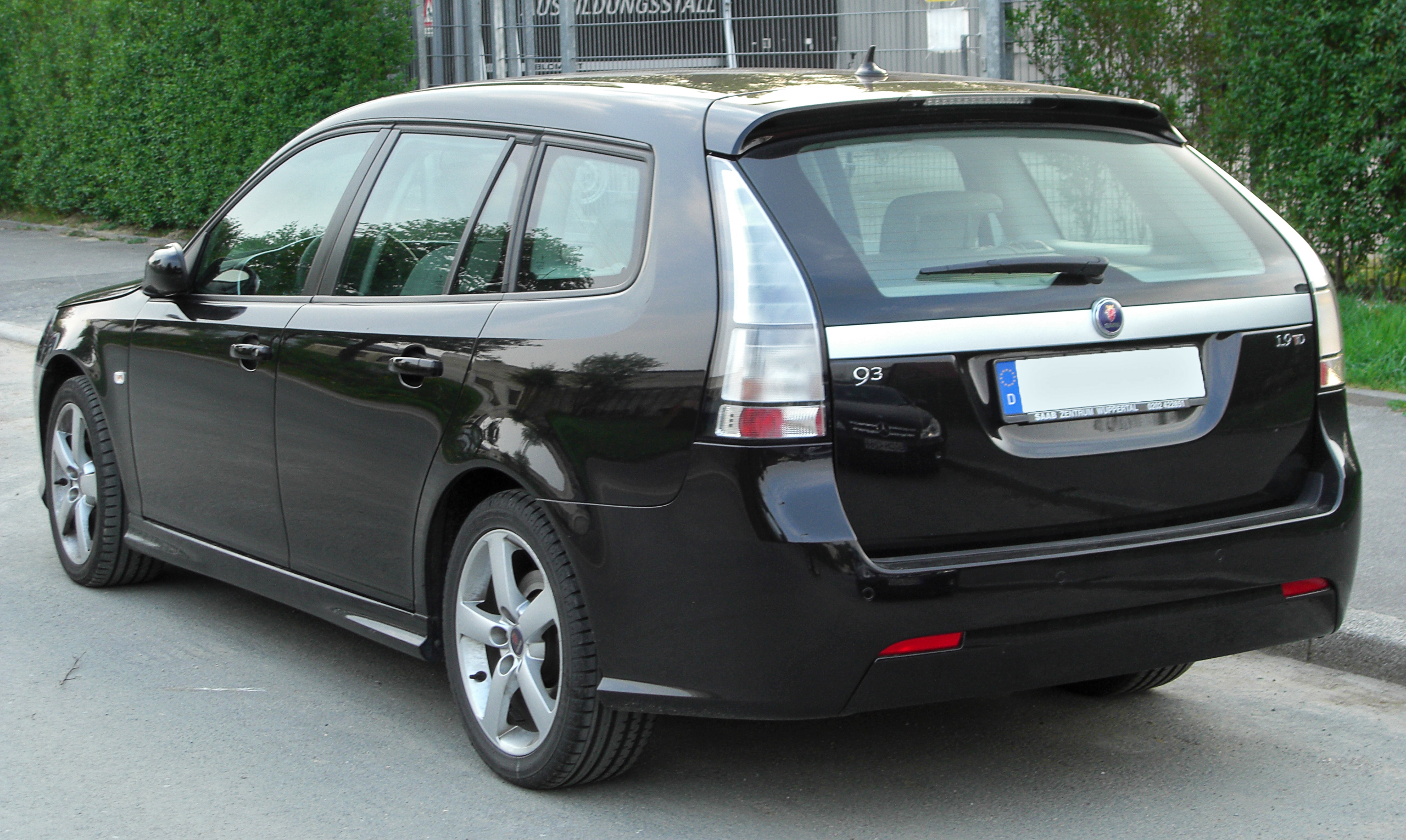
Saab 9-3 SportCombi (2007–2011)
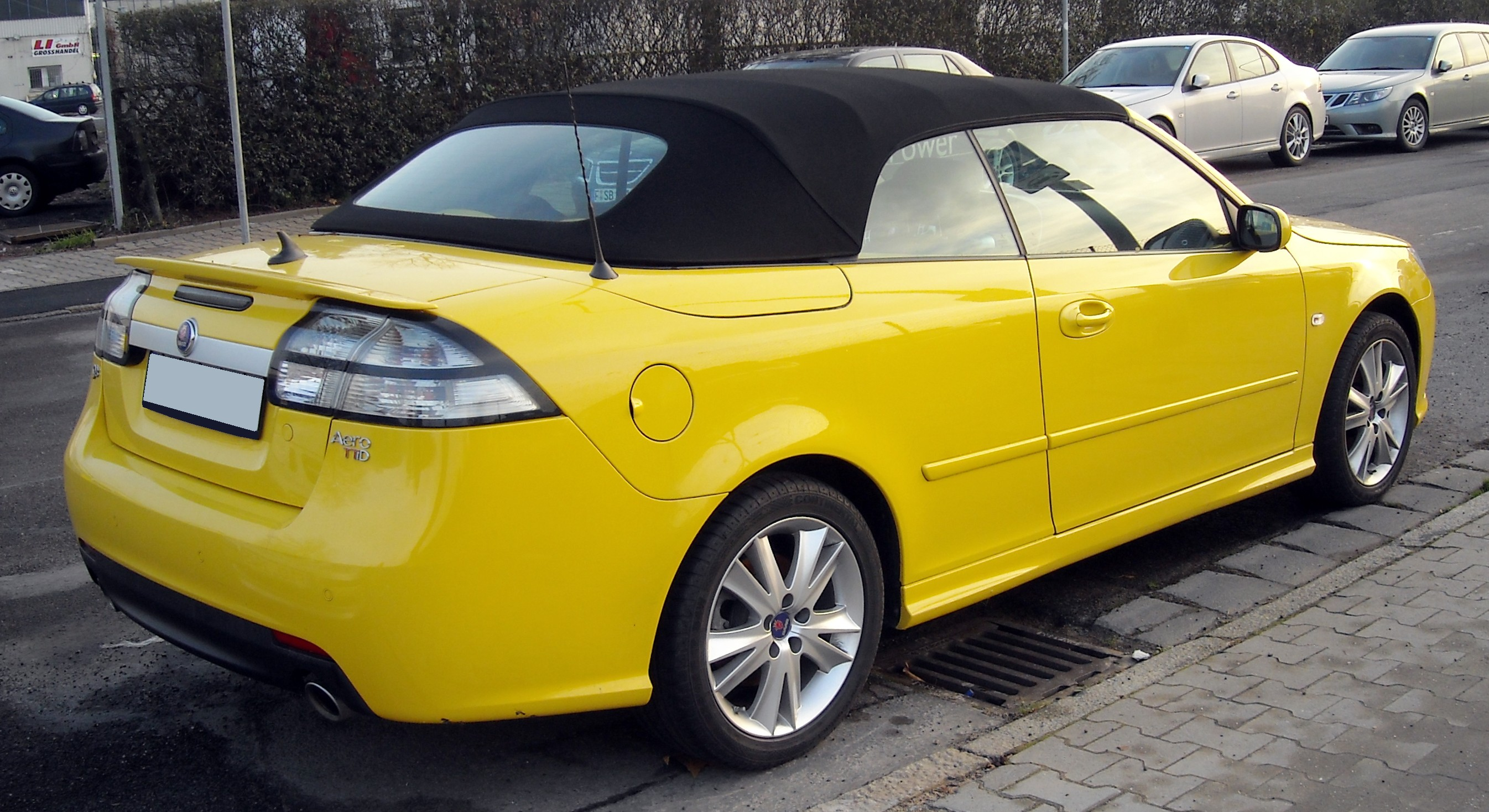
Saab 9-3 Cabrio (2007–2011)
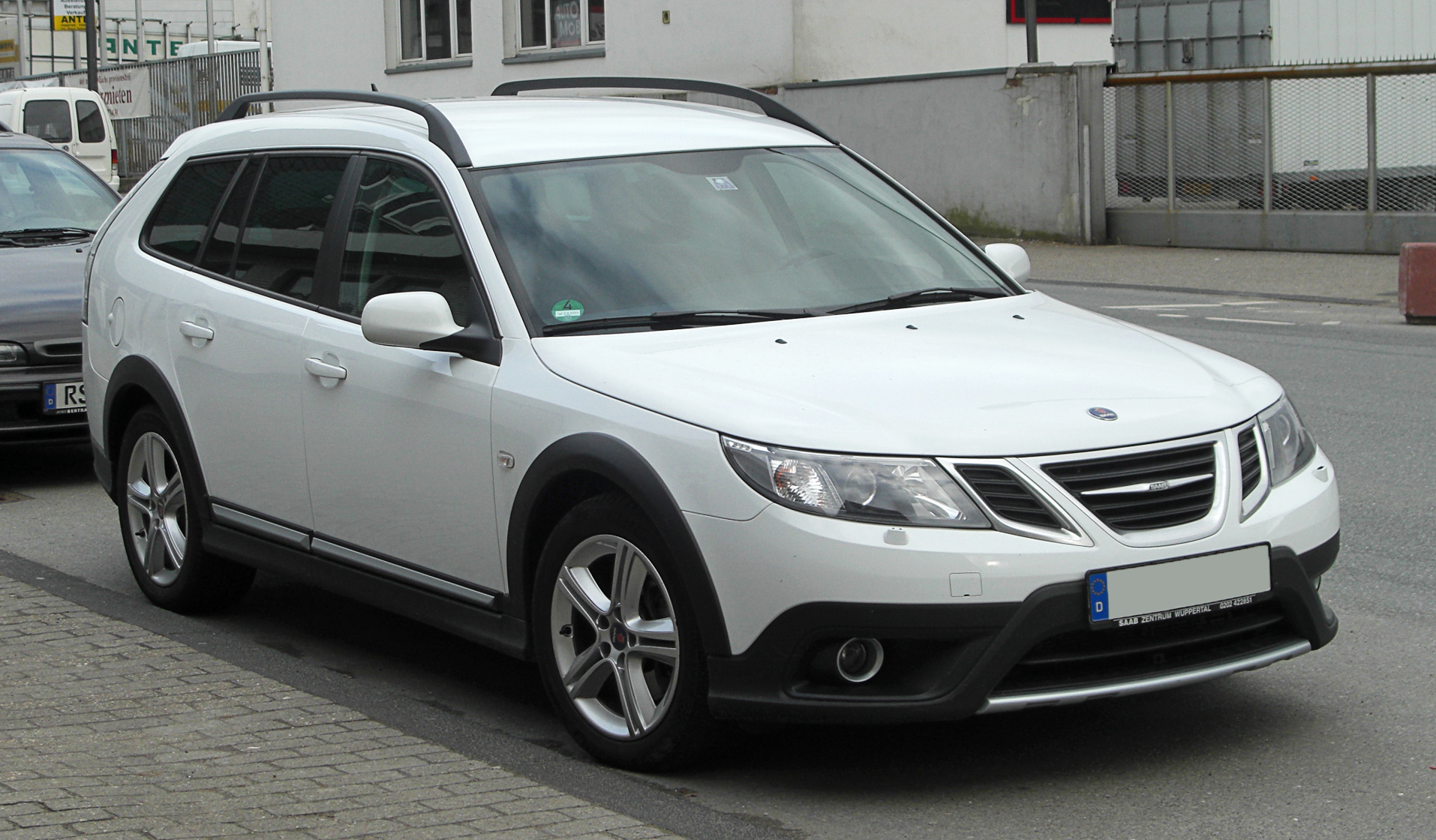
Saab 9-3X (2009–2011)
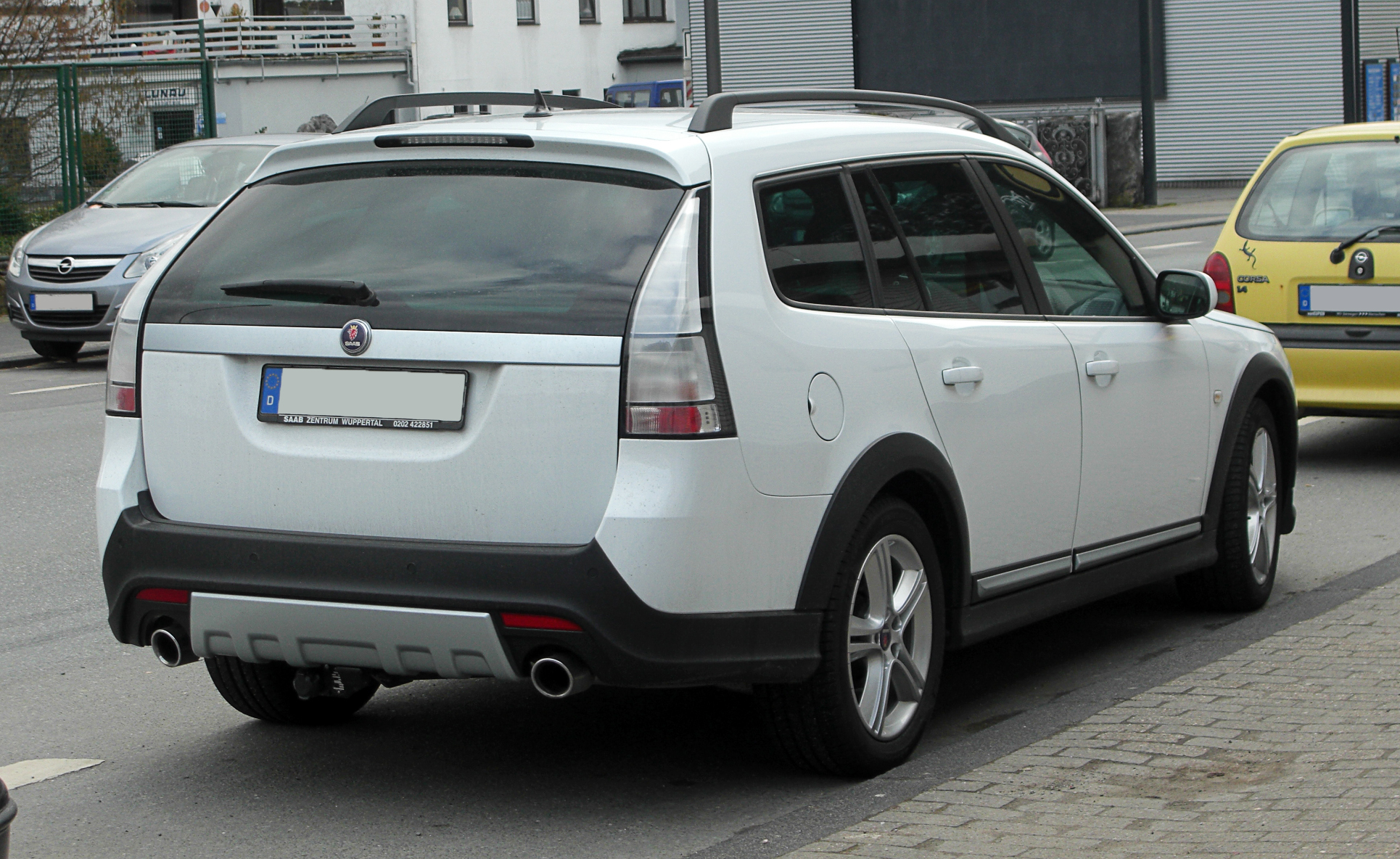
Heckansicht

#### 2011

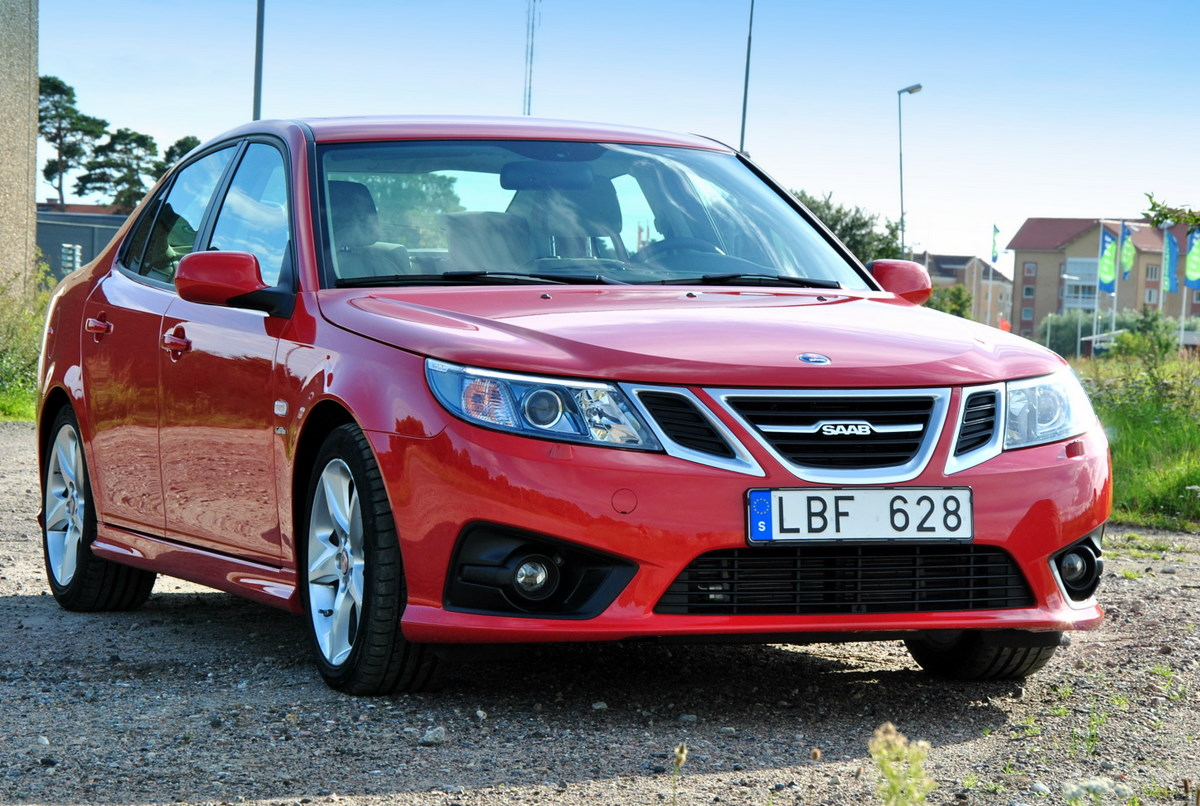
Saab 9-3 Limousine Griffin (2011)

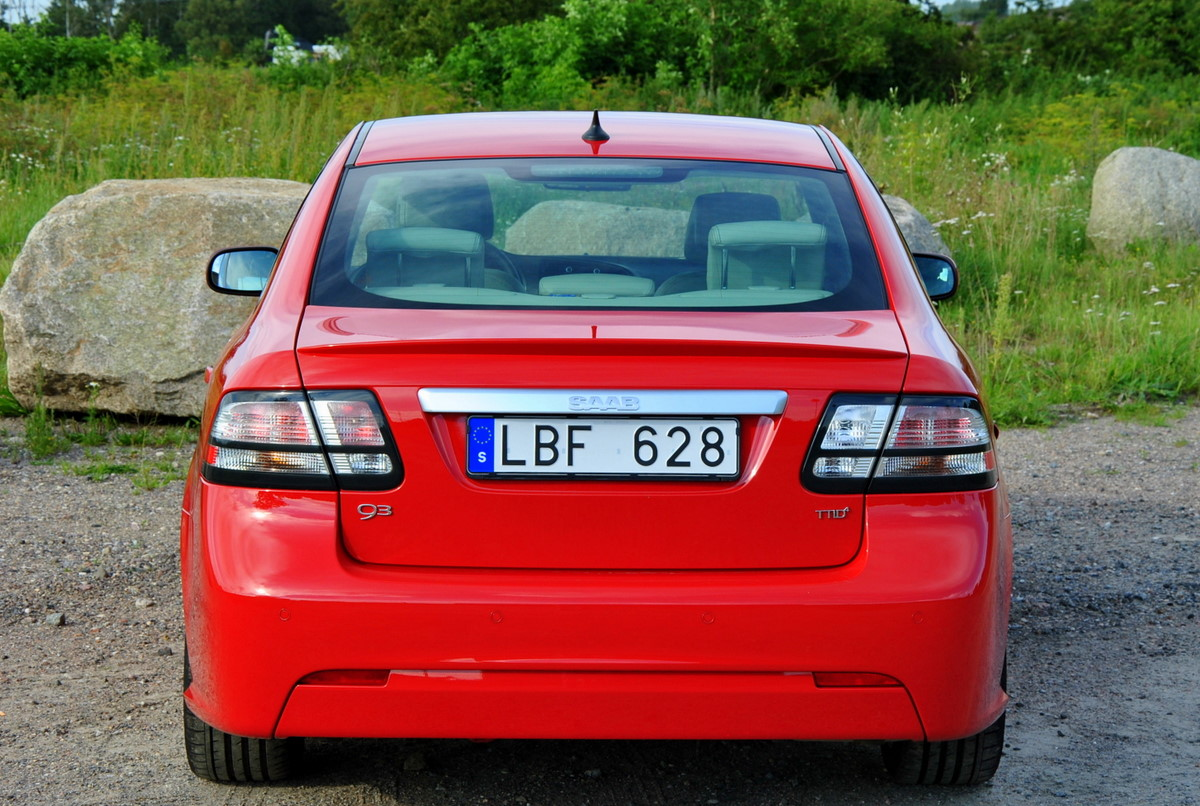
Heckansicht

Im Frühjahr 2011 bekam der 9-3 ein weiteres Facelift, mit dem er den Zusatznamen Griffin erhielt. Diese Version erhielt unter anderem Modifikationen an Front und Heck in Anlehnung an den Saab 9-5 II, einem Innenraum mit verbesserter Materialanmutung und aktualisierten Motoren wie beispielsweise Direkteinspritzung für Ottomotoren sowie Twin-Turbolader für die 1,9-l-Dieselmotoren. Außerdem wurde das Heck geändert. Das entfallene Greif-Logo wurde wie bei den ersten Saabmodellen durch den klassischen Schriftzug ersetzt.
Alle Motoren erfüllten von da an auch die Euro-5-Norm.
Für Ende 2012 war die Markteinführung der dritten Generation des 9-3 geplant. Für diese wurden ursprünglich sowohl die auch im neuen 9-5 verwendete Epsilon-II-Plattform als auch die kleinere Delta-Plattform (zum Beispiel aus dem Opel Astra J bekannt) untersucht, endlich aber entschieden, die derzeitige, bereits gegenüber der Epsilon-I-Plattform modifizierte Plattform des 9-3 II weiterzuentwickeln. Aufgrund der Insolvenz von Saab wurden diese Pläne jedoch nicht mehr realisiert.

### Abmessungen
| Modell         | Länge (mm) | Breite (mm) | Höhe (mm) | Radstand (mm) | Spur v/h (mm) | Leergewicht (kg) |
| SportLimousine | 4647       | 1762 (2038) | 1473      | 2675          | 1524/1506     | 1440–1680        |
| SportCombi     | 4670       | 1762 (2038) | 1498      | 2675          | 1524/1506     | 1475–1765        |
| Cabriolet      | 4647       | 1762 (2038) | 1437      | 2675          | 1524/1506     | 1650–1715        |

### Technische Daten
| Modell        | Hubraum  | Typ               | Leistung bei 1/min       | Drehmoment, Nm bei 1/min | Verbrauch l/100 km (Automatik) | 0–100 km/h s | Vmax km/h | Bauzeit         |
| ------------- | -------- | ----------------- | ------------------------ | ------------------------ | ------------------------------ | ------------ | --------- | --------------- |
| Benziner      |          |                   |                          |                          |                                |              |           |                 |
| 1.8i          | 1769 cm³ | R4, 16V           | 90 kW (122 PS) bei 6000  | 167 bei 3800             | 7,7                            | 11,5         | 200       | 01/2004–04/2009 |
| 1.8t          | 1998 cm³ | R4, 16V, Turbo    | 110 kW (150 PS) bei 5500 | 240 bei 2000             | 7,5 (8,5)                      | 9,5          | 210       | 09/2002–12/2011 |
| 2.0t          | 1998 cm³ | R4, 16V, Turbo    | 129 kW (175 PS) bei 5500 | 265 bei 2500             | 7,9 (9,0)                      | 8,5          | 225       | 09/2002–12/2011 |
| 2.0T          | 1998 cm³ | R4, 16V, Turbo    | 154 kW (210 PS) bei 5500 | 300 bei 2500             | 8,1 (9,1)                      | 7,5          | 235       | 09/2002–12/2011 |
| 2.8t V6       | 2792 cm³ | V6, 24V, Turbo    | 184 kW (250 PS) bei 5500 | 350 bei 2000–2750        | 10,2 (10,8)                    | 6,7          | 250       | 03/2005–09/2007 |
| 2.8t V6       | 2792 cm³ | V6, 24V, Turbo    | 188 kW (255 PS) bei 5500 | 350 bei 1800–5000        | 10,2 (10,8)                    | 6,7          | 250       | 10/2007–05/2008 |
| 2.8t V6       | 2792 cm³ | V6, 24V, Turbo    | 206 kW (280 PS) bei 5500 | 400 bei 2150–4500        | 10,9 (11,4)                    | 6,2          | 250       | 05/2008–12/2011 |
| Diesel        |          |                   |                          |                          |                                |              |           |                 |
| 1.9 TiD       | 1910 cm³ | R4, 8V, Turbo     | 88 kW (120 PS) bei 4000  | 280 bei 2000–2750        | 5,4                            | 11,5         | 200       | 09/2004–12/2010 |
| 1.9 TTiD      | 1910 cm³ | R4, 16V, Bi-Turbo | 96 kW (130 PS) bei 4000  | 320 bei 1500             | 4,5                            | 10,9         | 210       | 01/2011–12/2011 |
| 1.9 TiD       | 1910 cm³ | R4, 16V, Turbo    | 110 kW (150 PS) bei 4000 | 320 bei 2000–2750        | 5,8 (7,2)                      | 9,5          | 210       | 09/2004–12/2010 |
| 1.9 TTiD      | 1910 cm³ | R4, 16V, Bi-Turbo | 118 kW (160 PS) bei 4000 | 360 bei 1750             | 4,5                            | 9,5          | 225       | 01/2011–12/2011 |
| 1.9 TTiD      | 1910 cm³ | R4, 16V, Bi-Turbo | 132 kW (180 PS) bei 4000 | 400 bei 1800–2750        | 5,9 (6,7)                      | 8,5          | 230       | 10/2007–12/2011 |
| 2.2 TiD       | 2171 cm³ | R4, 16V, Turbo    | 92 kW (125 PS) bei 4000  | 280 bei 1500             | 6,6                            | 11,0         | 200       | 09/2002–08/2004 |
| Bio-Ethanol   |          |                   |                          |                          |                                |              |           |                 |
| 2.0t BioPower | 1998 cm³ | R4, 16V, Turbo    | 129 kW (175 PS) bei 5500 | 265 bei 2500–3500        | 7,5 (8,5)                      | 8,4          | 225       | 01/2007–12/2010 |
| 2.0t BioPower | 1998 cm³ | R4, 16V, Turbo    | 120 kW (163 PS) bei 5500 | 320 bei 1750             | 6,7 (7,9)                      |              |           | 01/2011–12/2011 |
| 2.0t BioPower | 1998 cm³ | R4, 16V, Turbo    | 147 kW (200 PS) bei 5500 | 300 bei 2500–4000        | 7,9 (9,0)                      | 7,9          | 230       | 05/2009–12/2010 |
| 2.0T Biopower | 1998 cm³ | R4, 16V, Turbo    | 162 kW (220 PS) bei 5300 | 350 bei 2500             | 6,7 (7,9)                      |              |           | 01/2011–12/2011 |

- Anmerkung: Der TiD- bzw. TTiD-Schriftzug des 1,9-l-Modells mit 150 bzw. mit 180 PS unterscheidet sich von den anderen Diesel-Modellen durch den rot gefärbten Buchstaben T.

## 9-3 (III) (Typ YTN, 2013–2014)

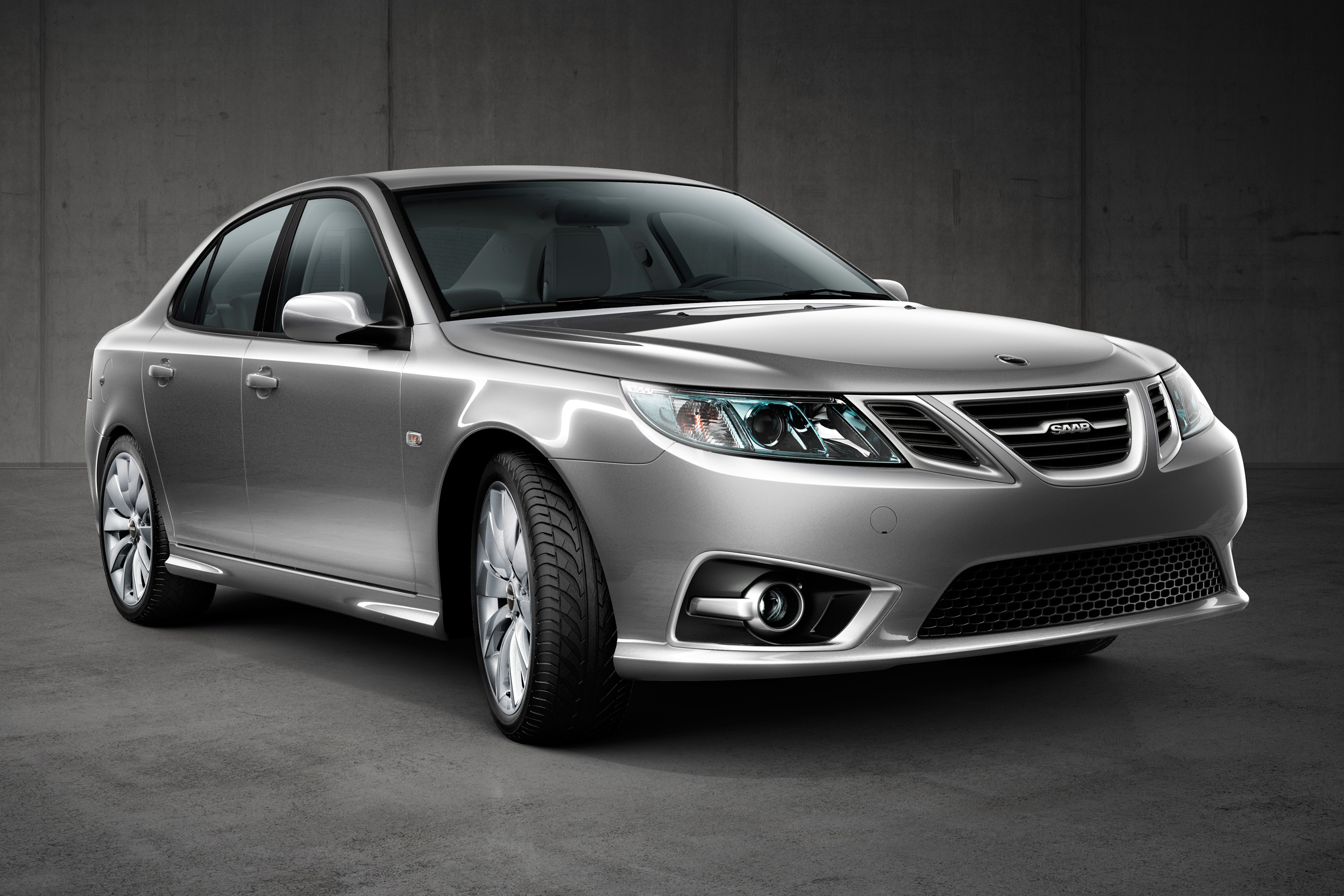
Saab 9-3 (2013–2014)

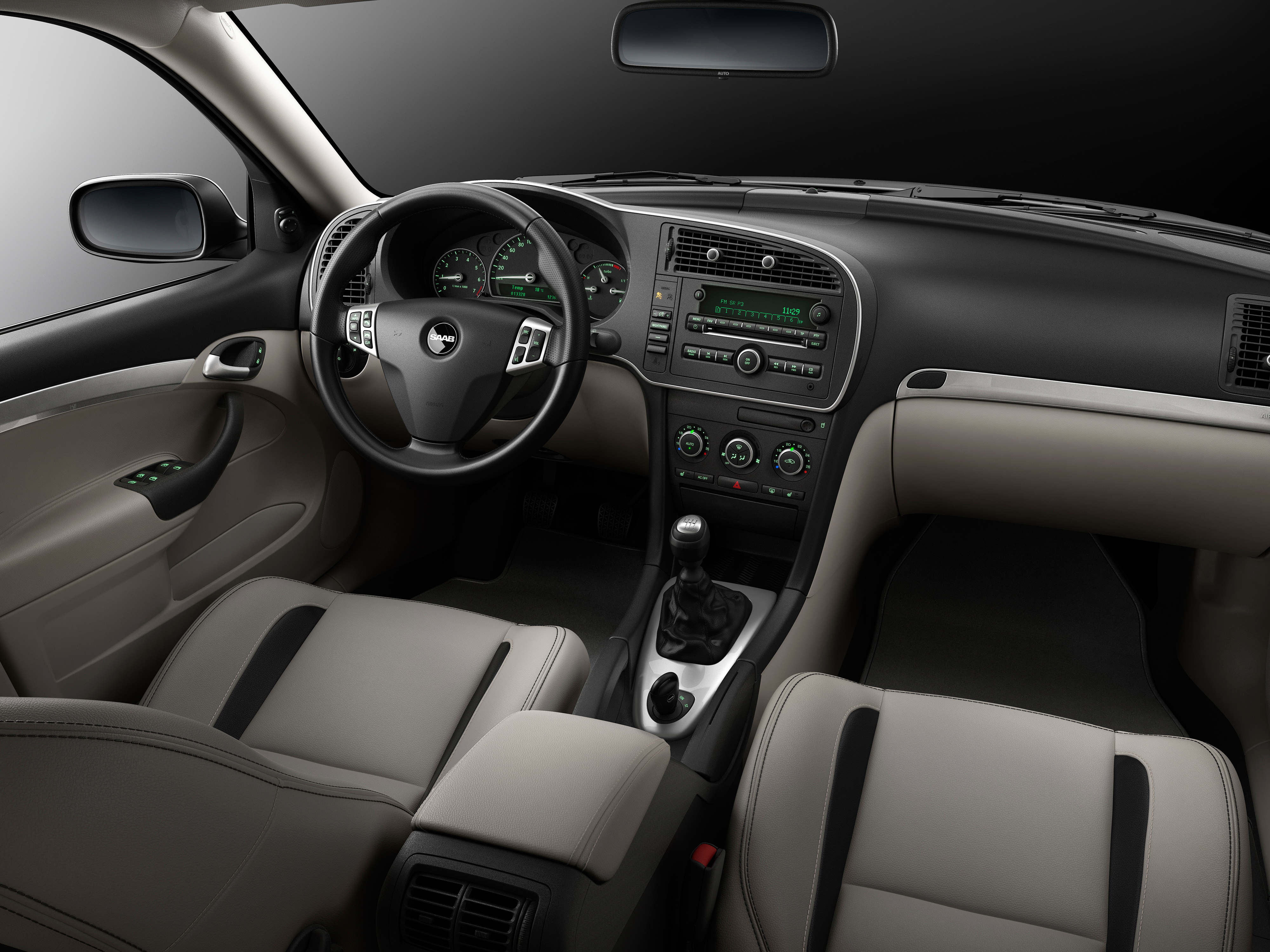
Innenraum

Ab dem 18. September 2013 lief die Produktion des 9-3 im Werk Trollhättan als "9-3, Modelljahr 2014" wieder an. Federführend war der neue Eigentümer der Produktionsanlagen, NEVS, der zunächst auch die Rechte zur Nutzung des Markennamens Saab besaß. Grundlage waren Vereinbarungen, die NEVS mit den 400 Zulieferern von Teilen für den 9-3 getroffen hatte. Abweichungen von der vorherigen Version ergaben sich zwangsläufig durch den Austausch jener Teile, auf welche GM die Patente hielt, oder deren Hersteller nicht mehr existierten. Für die Produktion beschäftigte NEVS seinerzeit ca. 600 Mitarbeiter im Werk Trollhattan, weit weniger als die 3500 Mitarbeiter, die zum Zeitpunkt der Auflösung des Unternehmens dort beschäftigt gewesen waren.
Der 9-3 des Modelljahres 2014 war ähnlich ausgestattet sein wie die Version von 2011. Der 2,0-Liter-Motor des 9-3 leistete nun mit Turbolader 162 kW (220 PS). Diesen Motor hatte bereits der ab Mitte 2010 hergestellte Saab 9-5 II.
Laut Berichten erfüllte die neue Serie an 9-3 nicht die zur Produktionszeit geltenden Euro NCAP Normen für neu produzierte PKW. Die Anzahl der für den europäischen Markt vorgesehenen Modelle durfte daher 1000 Stück grundsätzlich nicht übersteigen. In Summe wurden jedoch weit weniger 9-3 III produziert, da nur bis zu sechs 9-3 pro Werktag gefertigt werden konnten, und bis auf wenige Ausnahmen gingen diese Modelle nach China.
Die Bestellungen konnten, was bei PKW-Herstellern damals noch die absolute Ausnahme war, ab September 2013 ausschließlich über das Internet aufgegeben werden. Ab dem 15. April 2014 war in zwanzig ausgewählten Städten in Schweden eine Probefahrt bei Partnern von NEVS vor Ort möglich.
Im Mai 2014 wurde die Fertigung des 9-3 III (Typ YTN) final beendet.

### Elektroversion
Für einen späteren Zeitpunkt war auch eine Version mit elektrischem Antrieb vorgesehen, die bisher nicht über das Prototypenstadium hinauskam. Gemäß Plan sollten ursprünglich im Herbst 2014 die Produktionsstückzahlen hochgefahren werden, um dann im Sommer 2015 den Verkauf des Modells auf dem chinesischen Markt zu starten. NEVS musste 2014 Gläubigerschutz beantragen und verlor die Rechte an der Nutzung des Markennamens Saab, die auch nach Verlassen des Gläubigerschutzes im März 2015 nicht wiedererlangt wurden, womit der Elektro-Saab nicht an den Start ging.
Mitte 2016 kündigte NEVS erneut an, ab 2017 ein Elektroauto auf Basis des Saab 9-3 auszuliefern. Nach dem Entzug der Namensrechte durch die Saab AB würden diese allerdings unter dem eigenen Namen NEVS vermarktet.

## Rennsport
Der Saab 9-3 Viggen Pikes Peak wurde speziell für das Bergrennen Pikes Peak International Hill Climb im Jahr 2000 umgebaut. Dazu wurde der 2,0-l-Turbomotor mit 16 Ventilen (B204L) aus dem Vorgängermodell Saab 900 von der in Trollhättan ansässigen Firma Trollspeed getunt und erreichte 552 kW (750 PS), zwei Jahre später 588 kW (800 PS). Der Fahrer Per Eklund konnte 2000 mit dem Wagen einen Klassenrekord von 11:20,580 Minuten in der Klasse „Pikes Peak Open“ aufstellen, der bis 2012 bestand. 2002 erreichte Per Eklund mit dem verbesserten Fahrzeug sogar eine Zeit von 11:13,200 Minuten, diesmal aber in der „Unlimited“-Klasse. Der Wagen beschleunigt von 0 auf 100 km/h in 2,3 Sekunden und hat einen Allradantrieb mit programmierbaren Differenzialsperren.